# Авгили
Авгилите (на старогръцки: Αυγιλαι, лат. Augilai) са древни либийски степни племена, известни ни от античните автори, които ги споменават от средата на 1 хил. пр.н.е. до началото на нашата ера.
Обитавали централна Древна Либия, на изток от залива на Сирт, като често посещавали оазиса Авгила.